# Lichtenau (Sassonia)
Lichtenau è un comune di 7.834 abitanti della Sassonia, in Germania.
Appartiene al circondario (Landkreis) della Sassonia centrale (targa FG).

## Storia
Il 1º gennaio 1999 al comune di Auerswalde vennero aggregati i comuni di Lichtenau e Ottendorf. In seguito il comune mutò denominazione in «Lichtenau».